# Monster Mike Welch

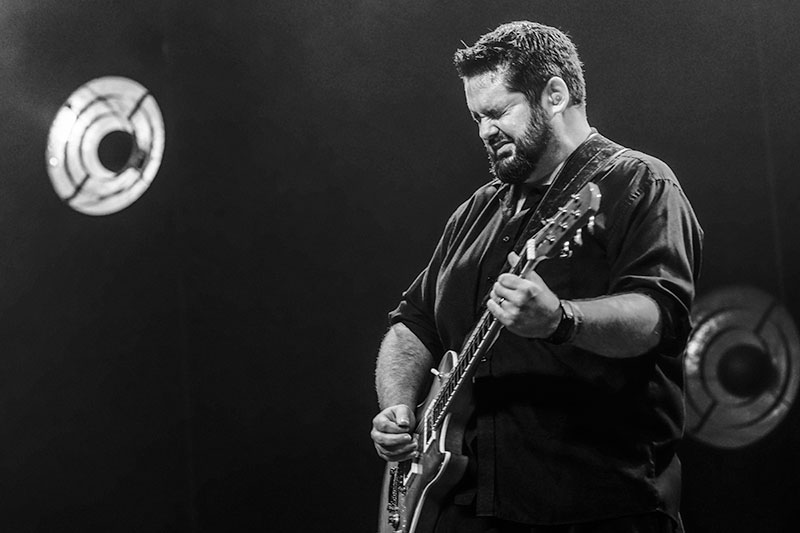
Monster Mike Welch (2018)

Monster Mike Welch (* 11. Juni 1979 in Boston, Massachusetts, USA) ist ein US-amerikanischer Bluesgitarrist, Sänger und Songwriter.

## Biografie
Mike Welch wurde am 11. Juni 1979 in Boston (Massachusetts) geboren. Durch die Plattensammlung seines Vaters machte er früh mit dem Blues von Magic Sam, Earl Hooker und B. B. King Bekanntschaft, aber auch mit der Musik der Beatles und der Rolling Stones. Von Albert King war er besonders beeindruckt und begann mit acht Jahren, Gitarre zu spielen.
Mit 11 Jahren nahmen ihn seine Eltern zu Blueskonzerten mit, und er lernte von Musikern wie Ronnie Earl und Luther „Guitar Junior“ Johnson. 1992 spielte er bei der Eröffnung des ersten House of Blues Clubs in Cambridge (Massachusetts). Dan Aykroyd, Miteigentümer des Clubs, änderte Welchs Spitznamen von „Little Mikey“ in „Monster Mike“.
Mit 14 Jahren hatte Welch bereits mit Junior Wells, James Cotton, Hubert Sumlin und Johnny Copeland auf der Bühne gestanden. Er gründete die Monster Mike Welch Band, die bei den Boston Music Awards 1995 als „Best Blues Act“ ausgezeichnet wurde. Mit dieser Gruppe veröffentlichte Welch drei Alben bei Tone-Cool, einem Tochterunternehmen von Rounder Records. Seine ersten Alben These Blues Are Mine (1996) und Axe to Grind (1997), sicherten ihm seinen Platz in der internationalen Bluesszene. 1997 spielte Welch mit seiner Band beim Notodden Blues Festival in Norwegen. 1998 erschien das dritte Album Catch Me.
Doch der frühe Ruhm forderte seinen Tribut. Welch zog sich von der Bühne zurück und besuchte das Berklee College of Music. Daneben begann er wieder aufzutreten. Er spielte in James Cottons Band, und 2003 wirkte er an dem Album Sugar Ray & The Bluetones Featuring Monster Mike Welch mit, das bei Severn Records herauskam. Dies war der Beginn einer langjährigen Zusammenarbeit mit den Bluetones.
Adding Insight to Injury war 2004 Welchs nächste Soloveröffentlichung. Das Album war jedoch kein kommerzieller Erfolg. Welch zog für kurze Zeit nach Frankreich und begleitete den französischen Mundharmonikaspieler Nico Wayne Toussaint auf einer Tournee. Welchs nächste Alben Cryin’ Hey! Monster Mike Welch Plays the Blues (2005) und Just Like It Is (2007) erschienen ausschließlich in Europa bei DixieFrog Records.
Welch trat im Laufe der Zeit mit verschiedenen Musikern auf, darunter Shemekia Copeland, Duke Robillard, Nick Moss, Johnny Winter, Darrell Nulisch und die Knickerbocker All-Stars mit Jimmie Vaughan, und beteiligte sich an etlichen von deren Aufnahmen. Er machte auch Aufnahmen mit den Mannish Boys und wirkte an Fifty Shades of Blue (2015) von Anthony Geraci und den Boston Blues All Stars mit. Er war außerdem Gast auf Billy Prices Album Strong (2015). Darüber hinaus arbeitete Welch weiterhin mit Sugar Ray Norcia zusammen und veröffentlichte mit den Bluetones im Oktober 2016 Seeing is Believing bei Severn Records. Zuvor hatte die Band im selben Jahr im Hawaii Theatre in Honolulu gespielt.
Im Juni 2016 nahmen Welch und Sänger Mike Ledbetter, zuvor Frontmann der Nick Moss Band, beim 33. Chicago Blues Festival an einem Otis-Rush-Tribute teil. Diese Zusammenarbeit von Welch und Ledbetter führte dazu, dass sie ein gemeinsames Album mit dem Titel Right Place, Right Time mit Eigenkompositionen und Coverversionen aufnahmen, das 2017 von Delta Groove Productions veröffentlicht wurde. Für dieses Album erhielten sie 2018 einen Blues Music Award in der Kategorie „Traditional Blues Album“. Bei den Blues Music Awards 2019 wurde die Welch-Ledbetter Connection als „Band of the Year“ ausgezeichnet, und Welch gewann in der Kategorie „Instrumentalist – Guitar“ (bester Gitarrist). Ledbetter, der je einen Blues Music Award in zwei weiteren Kategorien erhielt, war im Januar 2019 im Alter von 33 Jahren in seinem Haus an den Folgen einer Epilepsie gestorben.
Während der COVID-19-Pandemie veröffentlichte Welch 2020 das Digitale Album Live and in Lockdown auf Bandcamp. Auf der Facebook-Seite „Can’t Stop the Blues“ hatte er einen Solo-Live-Auftritt. 2023 erschien Welchs nächstes Soloalbum Nothing But Time bei Gulf Coast Records. 2025 folgte Keep Living Til I Die.

## Auszeichnungen
- 1995: Boston Music Award als „Best Blues Act“ mit der Monster Mike Welch Band[1]
- 2016: Rhode Island Music Hall of Fame mit Sugar Ray & The Bluetones[12]
- 2018: Blues Music Award in der Kategorie „Traditional Blues Album“ für Right Place, Right Time mit Mike Ledbetter[13]
- 2019: Blues Music Award in der Kategorie „Band of the Year“ mit der Welch-Ledbetter Connection[13]
- 2019: Blues Music Award in der Kategorie „Blues Instrumental – Guitar“[13]

## Diskografie
- 1996: These Blues Are Mine (Tone-Cool Records)
- 1997: Axe to Grind (Tone-Cool Records)
- 1998: Catch Me (Tone-Cool Records)
- 2004: Adding Insight to Injury (95 North Records)
- 2005: Cryin’ Hey! Monster Mike Welch Plays the Blues (DixieFrog Records)
- 2007: Just Like It Is (DixieFrog Records)
- 2017: Right Place, Right Time (Delta Groove Productions) – Monster Mike Welch und Mike Ledbetter
- 2020: Live and in Lockdown (Bandcamp)[1]
- 2023: Nothing But Time (Gulf Coast Records)
- 2025: Keep Living Til I Die